# Comediants
Comediants es una compañía de teatro española originaria de Cataluña. Fue creada el 19 de noviembre de 1971 como parte del teatro independiente de Barcelona, por Anna Lizaran, Fermí Reixach, Joan Armengol i Moliner y Joan Font i Pujol. Han recibido el Premio Nacional de Teatro en 1984, la Creu de Sant Jordi en 1996 y la Medalla de Oro al Mérito en las Bellas Artes en la modalidad de Teatro en el 2000.

## Trayectoria
La compañía Comediants fue fundada por Lizaran, Reixach, Font y Armengol en noviembre de 1971, que formó parte del movimiento de teatro independiente en España. También han formado parte de la compañía, Jordi Bulbena, Jaume Bernadet, Quimet Pla, Paca Sala, Ángels Julián, Anna Lingua o Montserat Catalá. Desde sus inicios, Font ha sido el director artístico.
Este colectivo está formado por actores, músicos, escenógrafos, diseñadores y otras especialidades artísticas. Estrenaron, en sus primeros años, los espectáculos Non plus plis, Catacroc, Moros i Cristians, y Plou i fa sol.
En 1974, Comediants comenzó su creación colectiva en Canet del Mar, primero en el Teatro Odeón y luego, en 1987, en la finca Villa Soledad, en la que formaron una comunidad con un centro de creación y programación multidisciplinar, denominado La Vinya, que contaba con una cúpula geodésica llamada, L'ou de Canet. A esta comunidad se unieron los músicos de Eléctrica Dharma y resultaron los espectáculos de calle improvisados, que mostraban expresiones artísticas como la palabra, la música, el cuerpo y el pasacalles. En esta localización se mantuvieron por quince años.
Comediants creó en 1976 el programa de televisión infantil para RTVE Cataluña, Terra d’escudella, pionero en contenido infantil en catalán desde la televisión pública, donde Armengol tuvo uno de los roles principales. En 1990, estrenaron Teveo de noche, una serie que se transmitió en Televisión Española.
En julio de 1990, La Vinya, sufrió un incendio por la explosión de los fuegos artificiales que tenían almacenados para el espectáculo Dimonis, que destruyó los espacios que usaban de taller, almacenaje y vestuario, el techo de la cúpula y más de 1 hectárea de vegetación. Las pérdidas ascendieron a casi 63 millones de pesetas (unos 400 mil euros). Tras lo ocurrido, el sector artístico y cultural catalán se unió para realizar una recaudación de fondos para la recuperación de la sede. El evento, denominado "Ara és l'hora de Comediants", tuvo lugar en noviembre de ese mismo año, en varios espacios de la ciudad y contó con un concierto en el Palau Sant Jordi.
Sus espectáculos han sido presentados en diferentes ciudades como Buenos Aires, Tokio, Nueva York, Rusia, Chile, Islandia o París, así como en eventos tales como: la clausura de los Juegos Olímpicos de Barcelona 1992, que contó con 1 300 artistas, una duración de 28 minutos y el uso de pirotecnia, la Exposición Universal de Sevilla de 1992, la Exposición Especializada de Lisboa (1998), la Exposición Universal de Hannover de 2000, el Fórum Universal de las Culturas 2004 o la Exposición Universal de Shanghái de 2010.
Además de sus espectáculos de teatro y series de televisión, han creado películas, libros, discos, objetos gigantes, cabezudos y exposiciones. A partir de 1997, empezaron a realizar también, espectáculos de ópera como La Flauta Mágica o Cenerentola, entre otras. Comediants colaboró con Joan Montanyès i Martínez en espectáculos de su compañía Monti & Cia como Fools Folls, y contó con su actuación a partir de 2001 en Dimonis, La Nit y Mediterrània.
En 2004 se hizo público un edicto en el que se declaró a Comediants en "estado de suspensión de pagos e insolvencia provisional" y se hizo una convocatoria de acreedores.
Se caracterizan por celebrar sus aniversarios con manifestaciones artísticas como las realizadas para sus 25 años, con el espectáculo Anthología, para sus 30 años con la publicación de El libro del día y de la noche, para sus 40 años el documental Comediants, con el sol en la maleta, que recibió diez nominaciones a los Premios Goya, o en 2022, para la celebración de su 50 aniversario, el espectáculo El Venedor de Fum, y la publicación del libro Històries d’una Història. Comediants 50 anys.

## Estilo creativo

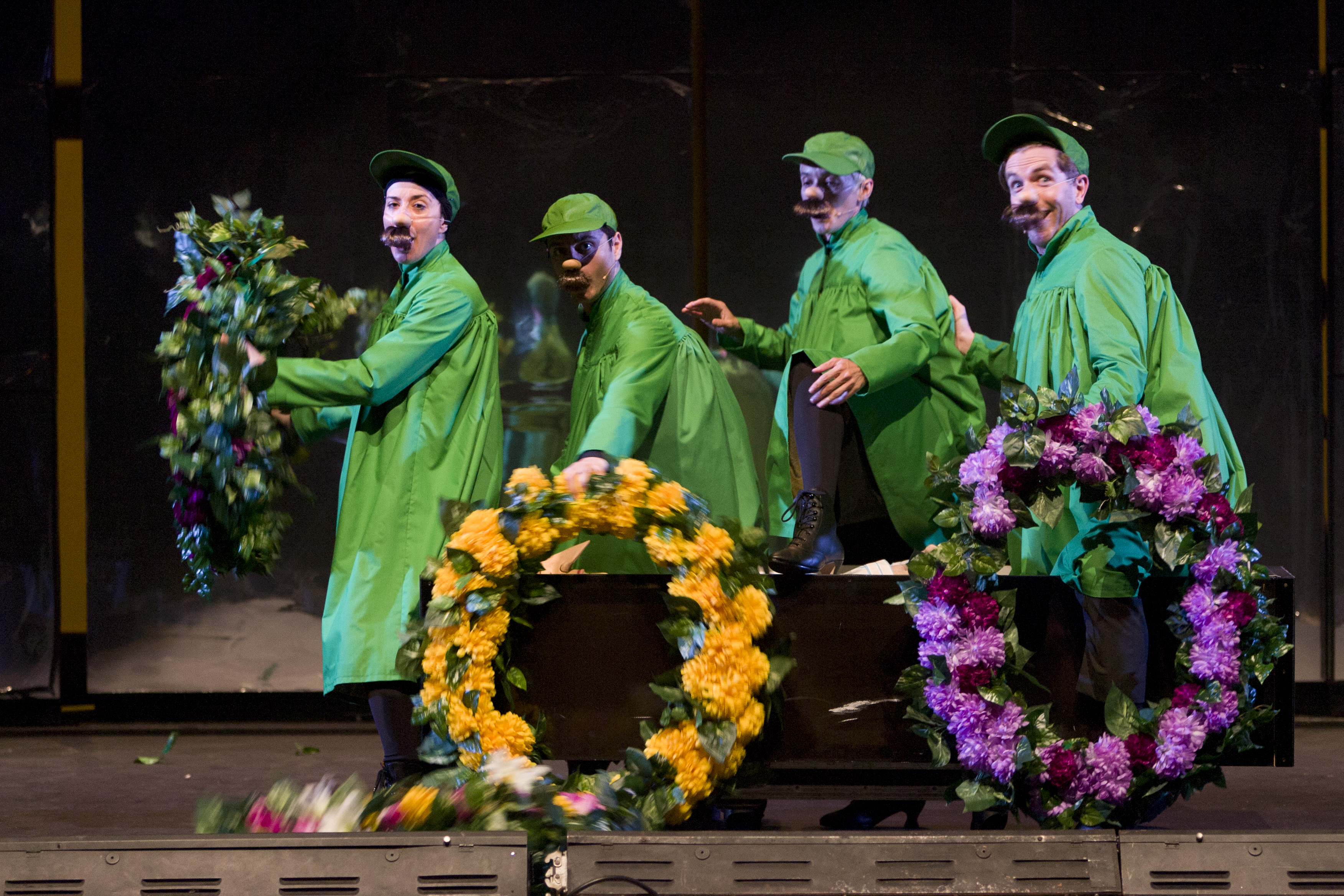
Els Comediants representando Perséfone

Desde el principio apostaron por la creación de un teatro independiente, alternativo y vanguardista, tendencias surgidas a principios de los años setenta en España, con base en lo que se hacía en el extranjero, caracterizadas por las experiencias creativas colectivas sin texto ni directores. Su estilo creativo se ha denominado "teatro de los sentidos".
En sus espectáculos se mezclan diversos lenguajes escénicos, como el teatro, el circo, la música, el audiovisual, el diseño, teatro de marionetas, de máscaras y sombras chinescas, entre otros; hacen sus representaciones normalmente en la calle, en los que participan un gran número de intérpretes que se relacionan con el público. Sus creaciones suelen ser provocativas, tener un espíritu festivo y se inspiran en mitos, símbolos, rituales y ceremonias del folclore popular, en especial de Cataluña.

## Obra

### Espectáculos
- 1972 - Non plus plis.[15]
- 1973 - Catacroc.[15]
- 1975 - Moros i Cristians.[15]
- 1976 - Plou i fa sol.[15]
- 1978 - Sol, solet.[54][55]
- 1981 - Dimonis.[56][57][58]
- 1984 - Alè.[59]
- 1987 - La nit.[17][60][26]
- 1989 - Nit de nits.
- 1991 - Mediterrània.[22][61][62]
- 1992 - La magia del tiempo.[17][22]
- 1992 - Mare nostrum.[17][22]
- 1993 - Viaje por el Mediterráneo.
- 1994 - Viaje por el humor y los cinco sentidos.
- 1995 - Llibre de les bèsties (Libro de las Bestias).[22][63][64][65]
- 1996 - Anthología.[49][42]
- 1997 - T.E.M.P.U.S.
- 1998 - O rapaz de papel.
- 1999 - Zenit.
- 1999 - El sol d'orient.
- 1999 - La flauta mágica.[17][33][34][66]
- 1999 - 100 pel 2000.
- 2000 - Maravillas de Cervantes.[22][67]
- 2011 - Bi.[49][68]
- 2011 - Barbero de Sevilla.[69][70]
- 2003 - Boccato di Cardinale.
- 2004 - L'arbre de la memòria.[17]
- 2004 - Neruda, Adelante.100 años en viaje.[20]

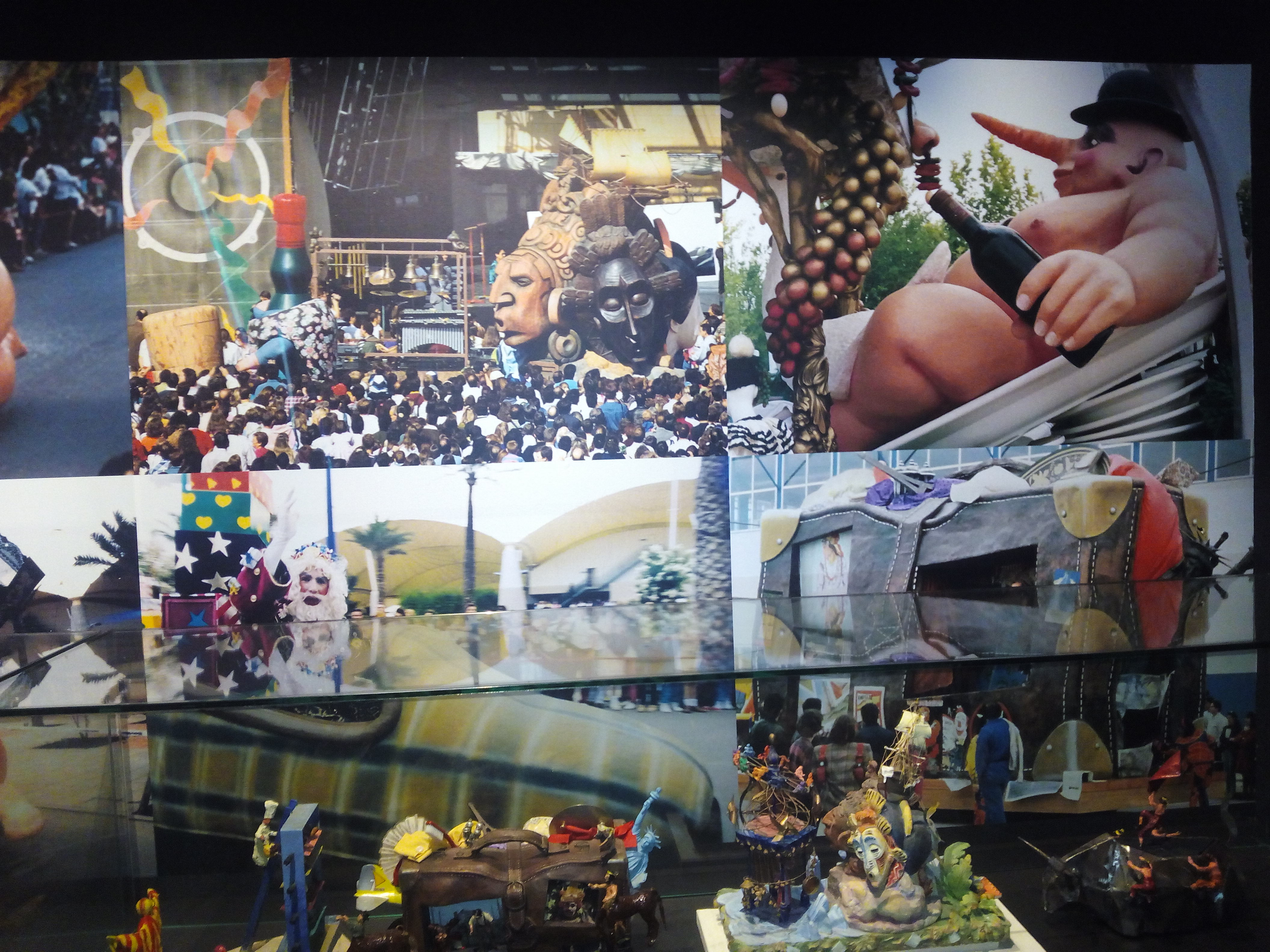
Exposición: Comediants, inventors d'un nou llenguatge. (2016)

- 2005 - Elogio de la locura.
- 2005 - Les 1001 nits.[22][71]
- 2006 - El gran secreto.[72]
- 2007 - Cenerentola.[73][74]
- 2008 - Num3r@lia.[17][75]
- 2010 - Skribo.[17][76]
- 2010 - Contes cantats.[77]
- 2012 - MozArt: réquiem d'ombres.[78]
- 2013 - Perséfone.[14][79][80][81]
- 2013 . Esperando a Godot.[82][83]
- 2013 - Ecos de la Patum.[84]
- 2014 - Tasta! Toca! Olora!.[85]
- 2015 - Monts.[86][87]
- 2016 - Hansel y Gretel.[88]
- 2022 - El Venedor de Fum.[47][48]

### Libros
- 1983 - Sol, solet.[26][25]
- 2002 - El libro del día y de la noche.[43][44]
- 2022 - Històries d’una Història. Comediants 50 anys.[21][49][50]

### Filmografía
- 1982 - Amb els Comediants.[89]
- 1984 - Somni d'un carrer.[90][91]

- 1985 - Karnabal.[15][20]
- 2012 - Comediants, con el sol en la maleta.[19][45][46]

### Exposiciones
- 1986 - Por sus 15 años de trayectoria.[26]
- 2016 - Comediants. Inventors d'un nou llenguatge, por sus 44 años de trayectoria.[31]

### Discografía
- Sol, solet.[15]

## Reconocimientos
Comediants ha recibido numerosos reconocimientos y premios a lo largo de su trayectoria. En 1980, les otorgaron el Premio Ciudad de Barcelona por la obra Sol, solet, premio que compartieron con Els Joglars por la obra Laetius, y en 1984 el Ministerio de Cultura de España les concedió el Premio Nacional de Teatro, por "la originalidad de sus espectáculos y la adaptación de nuevos espacios teatrales".
En la década de los 90, recibieron el Premio Europa Realidades Teatrales de 1994, por su trabajo con el teatro de calle. el Premio a la Trayectoria Teatral de 1995 concedido por el Festival de Teatro Clásico de Almagro, y la Creu de Sant Jordi en 1996, por "sus innovadoras aportaciones al arte escénico catalán e internacional".
En el año 2000, el Ministerio de Cultura le entregó la Medalla de Oro al Mérito en las Bellas Artes en la modalidad de Teatro. A finales de 2022, la Sociedad General de Autores y Editores les rindió un homenaje para celebrar los 50 años de trayectoria.

## Polémicas
En 1984, Comediants presentó Dimonis en el evento "Cita en Sevilla". Tras el espectáculo un grupo de espectadores insultaron a la iglesia diocesana y a la virgen de la Inmaculada, profiriendo gritos, dañando edificios y realizando gestos obscenos. En señal de protesta, el arzobispado publicó un comunicado repudiando los hechos y el Consejo General de Cofradías y grupos de católicos sevillanos convocaron a una manifestación en la Plaza del Triunfo frente al monumento a la Purísima Concepción, como un acto de desagravio, a la que asistieron cerca de mil personas. Este incidente también derivó en enfrentamientos entre representantes de diferentes grupos políticos de la ciudad que, solicitaron la expulsión de Comediants de Sevilla y su exclusión para contrataciones futuras. Hechos similares sucedieron ese mismo año, durante el Festival Internacional de Teatro de Granada en el que manifestantes de la ultraderecha atacaron a los espectadores, y se abrió un sumario denominado "Caso Els Comediants" que finalmente se tipificó como falta de desorden público y no como delito, en el que se condenaron a tres personas.
En 1992, cuando Comediants fue contratada para diseñar la cabalgata de la Exposición Universal de Sevilla, fueron acusados de que los artistas contratados no recibían pagos por los ensayos ni las actuaciones por la Unión Sindical de Actores de Sevilla; a lo que Font respondió que quería darles una sorpresa y pagarles al finalizar el evento.